# 500-km-Rennen von Silverstone 1992

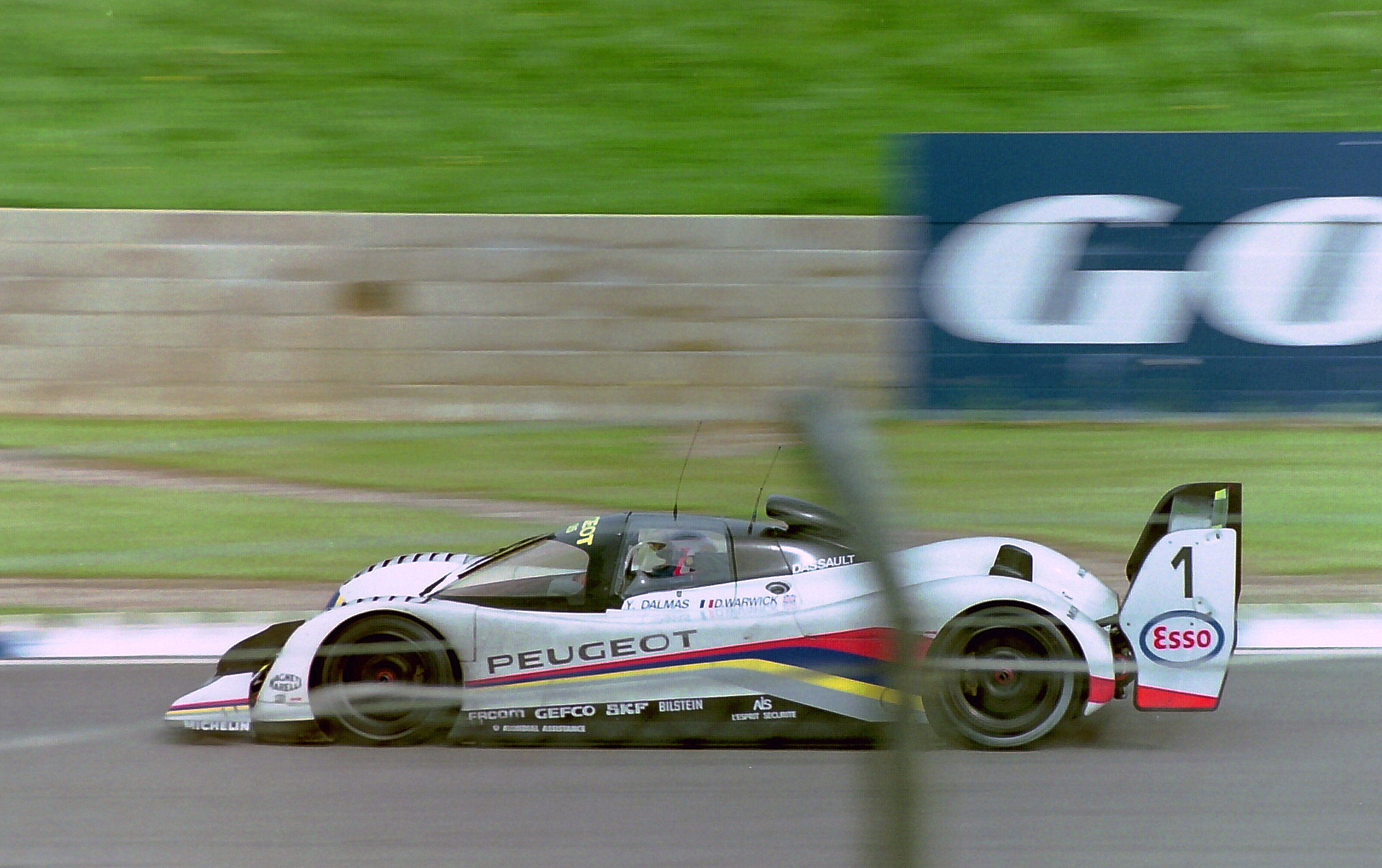
Peugeot 905 Evo 1 Bis, Siegerwagen von Derek Warwick und Yannick Dalmas

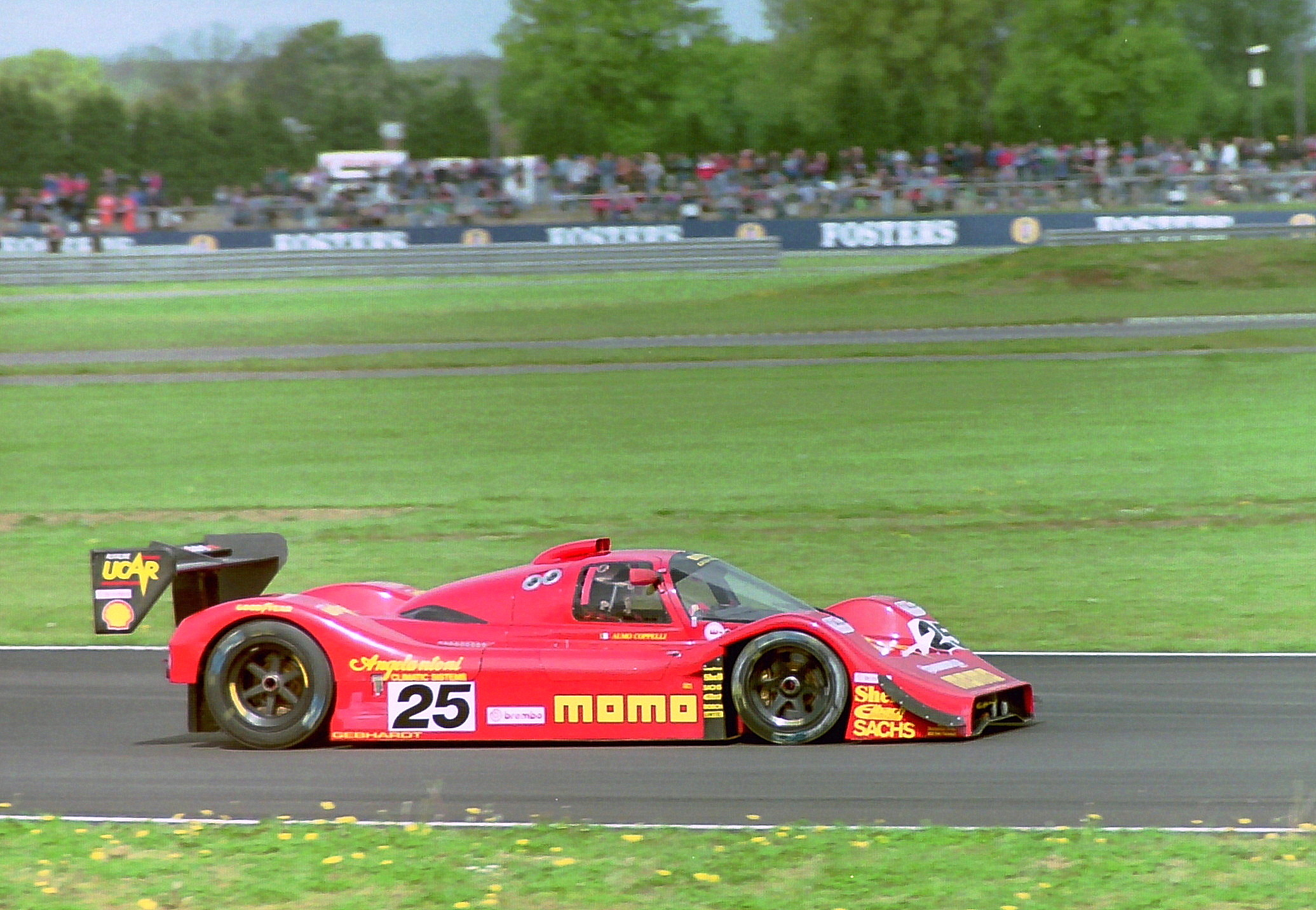
Der Gebhardt C91 von Almo Coppelli und Frank Kraemer

Das 500-km-Rennen von Silverstone 1992, auch BRDC Empire Trophy (FIA Sportscar World Championship), Silverstone, fand am 10. Mai am Silverstone Circuit statt und war der zweite Wertungslauf der Sportwagen-Weltmeisterschaft dieses Jahres.

## Das Rennen
Wie schon beim ersten Saisonrennen, dem 500-km-Rennen von Monza wurde auch in Silverstone die Renndistanz im Vorfeld von 1000 Kilometer halbiert. Obwohl beim Veranstalter 25 Meldungen eingingen, nahmen am Rennsonntag nur 11 Fahrzeuge ihre Positionen in der Startaufstellung ein. Nach dem Ausfall der beiden Werks-Toyota TS010 gewannen Derek Warwick und Yannick Dalmas im Peugeot 905 Evo 1 das Rennen. Der eigentlich drittplatzierte Lola T92/10 von Stefan Johansson und Jesús Pareja wurde nach dem Rennen wegen irregulärer Benzinzusätze disqualifiziert.

## Ergebnisse

### Schlussklassement
| 1               | C1      | 1  | Peugeot Talbot Sport    | Derek Warwick Yannick Dalmas                             | Peugeot 905 Evo 1     | 96 |
| 2               | C1      | 5  | Mazdaspeed              | Maurizio Sandro Sala Johnny Herbert                      | Mazda MXR-01          | 94 |
| 3               | FIA CUP | 22 | Chamberlain Engineering | Ferdinand de Lesseps Will Hoy                            | Spice SE89C           | 85 |
| 4               | FIA CUP | 29 | Team S.C.I.             | Ranieri Randaccio Stefano Sebastiani                     | Spice SE90C           | 77 |
| Disqualifiziert |         |    |                         |                                                          |                       |    |
| 5               | C1      | 4  | Euro Racing             | Stefan Johansson Jesús Pareja                            | Lola T92/10           | 90 |
| Ausgefallen     |         |    |                         |                                                          |                       |    |
| 6               | C1      | 7  | Toyota Team Tom’s       | Geoff Lees Hitoshi Ogawa                                 | Toyota TS010          | 55 |
| 7               | FIA Cup | 3  | Euro Racing             | Cor Euser Charles Zwolsman senior                        | Lola T92/10           | 29 |
| 8               | C1      | 2  | Peugeot Talbot Sport    | Mauro Baldi Philippe Alliot                              | Peugeot 905 Evo 1     | 26 |
| 9               | FIA CUP | 21 | Action Formula          | Luigi Taverna Alessandro Gini                            | Spice SE90C           | 25 |
| 10              | C1      | 8  | Toyota Team Tom’s       | Andy Wallace Jan Lammers                                 | Toyota TS010          | 9  |
| 11              | FIA CUP | 25 | G.S.R. GmbH             | Almo Coppelli Frank Kraemer                              | Gebhardt C91          | 2  |
| Nicht gestartet |         |    |                         |                                                          |                       |    |
| 12              | C1      | 9  | British Racing Motors   | Harri Toivonen Wayne Taylor                              | BRM P351              | 1  |
| 13              | C1      | 1T | Peugeot Talbot Sport    | Derek Warwick Yannick Dalmas Mauro Baldi Philippe Alliot | Peugeot 905 Evo 1 Bis | 2  |
| 14              | C1      | 8T | Toyota Team Tom’s       | Jan Lammers Andy Wallace                                 | Toyota TS010          | 3  |

1 defekte Ölpumpe
2 Trainingswagen
3 Trainingswagen

### Nur in der Meldeliste
Hier finden sich Teams, Fahrer und Fahrzeuge, die ursprünglich für das Rennen gemeldet waren, aber aus den unterschiedlichsten Gründen daran nicht teilnahmen.
| Pos. | Klasse  | Nr. | Team                  | Fahrer                            | Chassis        |
| ---- | ------- | --- | --------------------- | --------------------------------- | -------------- |
| 15   | FIA Cup | 30  | TDR Limited           | John Sheldon Ian Khan Mark Peters | Spice SE90C    |
| 16   | C1      | 10  | British Racing Motors | Wayne Taylor                      | BRM P351       |
| 17   | C1      | 11  | Konrad Motorsport     | Franz Konrad Bob Wollek           | Konrad KM-011  |
| 18   | C1      | 12  | RMR Jaguar            |                                   | Jaguar XJR-14  |
| 19   | C1      | 14  | RMR Jaguar            |                                   | Jaguar XJR-14  |
| 20   | FIA Cup | 23  | Gee Pee Argo Cars     |                                   | Argo JM20      |
| 21   | FIA Cup | 23  | Gee Pee Argo Cars     | David Coyne George Paulin         | Jaguar XJR-17  |
| 22   | FIA Cup | 24  | GP Motorsport         |                                   | Spice SE90C    |
| 23   | FIA Cup | 26  | Mussato Action Car    | Massimo Monti Giovanni Fontanesi  | Mussato MXJ-92 |
| 24   | FIA Cup | 27  | RMR Jaguar            |                                   | Jaguar XJR-17  |
| 25   | FIA Cup | 28  | RMR Jaguar            |                                   | Jaguar XJR-17  |

### Klassensieger
| Klasse  | Fahrer               | Fahrer         | Fahrzeug          | Platzierung im Gesamtklassement |
| ------- | -------------------- | -------------- | ----------------- | ------------------------------- |
| C1      | Derek Warwick        | Yannick Dalmas | Peugeot 905 Evo 1 | Gesamtsieg                      |
| FIA CUP | Ferdinand de Lesseps | Will Hoy       | Spice SE89C       | Rang 3                          |

### Renndaten
- Gemeldet: 25
- Gestartet: 11
- Gewertet: 4
- Rennklassen: 2
- Zuschauer: 20000
- Wetter am Renntag: warm und trocken
- Streckenlänge: 5,226 km
- Fahrzeit des Siegerteams: 2:32:29,226 Stunden
- Gesamtrunden des Siegerteams: 96
- Gesamtdistanz des Siegerteams: 501,652 km
- Siegerschnitt: 197,388 km/h
- Pole Position: Derek Warwick – Peugeot 905 Evo 1 (#1) – 1.24.421 – 222,835 km/h
- Schnellste Rennrunde: Yannick Dalmas – Peugeot 905 Evo 1 (#1) 1.29.043 – 211,268 km/h
- Rennserie: 2. Lauf zur Sportwagen-Weltmeisterschaft 1992